# Nizar Zaciragić
Nizar Zaciragić (ur. 19 czerwca 1968 w Sarajewie) – bośniacki bobsleista, uczestnik igrzysk olimpijskich (1994).
W lutym 1994 roku wystąpił na igrzyskach olimpijskich w Lillehammer. Wystąpił w jednej konkurencji – czwórkach mężczyzn. Bośniacki zespół, w którym poza nim wystąpili Zoran Sokolović, Izet Haračić i Igor Boras, zajął 29. miejsce, ostatnie wśród sklasyfikowanych bobów.